# Thủy Nguyên, Hải Phòng
Phường Thủy Nguyên là một phường thuộc thành phố Hải Phòng. Đây là nơi đặt trung tâm hành chính - chính trị của thành phố Hải Phòng

## Địa lý
Phường Thủy Nguyên có vị trí địa lý:
- Phía bắc giáp các phường Lưu Kiếm, Hòa Bình và Nam Triệu.
- Phía nam giáp các phường Hồng Bàng, Ngô Quyền và Đông Hải với ranh giới tự nhiên là sông Cấm.
- Phía đông giáp tỉnh Quảng Ninh với ranh giới tự nhiên là sông Bạch Đằng.
- Phía tây giáp phường Thiên Hương.

## Lịch sử
Phường Thủy Nguyên trước đây thuộc huyện Thủy Nguyên, sau đó là thành phố Thủy Nguyên, thành phố Hải Phòng.
Ngày 16 tháng 6 năm 2025, Ủy ban Thường vụ Quốc hội bàn hành Nghị quyết sắp xếp các đơn vị hành chính cấp xã thuộc thành phố Hải Phòng năm 2025. Theo đó, sắp xếp toàn bộ diện tích tự nhiên, quy mô dân số của phường Dương Quan, phường Thủy Đường và một phần diện tích tự nhiên, quy mô dân số của các phường Hoa Động, An Lư, Thủy Hà thành phường mới có tên gọi là phường Thủy Nguyên.
Căn cứ theo đề án sắp xếp đơn vị hành chính cấp xã của thành phố Hải Phòng năm 2025, phường Thủy Nguyên được thành lập từ:
- Toàn bộ diện tích tự nhiên là 12,22 km², quy mô dân số là 22.196 người của phường Dương Quan;
- Toàn bộ diện tích tự nhiên là 9,87 km², quy mô dân số là 31.929 người của phường Thủy Đường;
- Một phần diện tích tự nhiên là 5,27 km², quy mô dân số là 10.256 người của phường Hoa Động;
- Một phần diện tích tự nhiên là 3,67 km2, quy mô dân số là 4.200 người của phường An Lư;
- Một phần diện tích tự nhiên là 14,31 km2, quy mô dân số là 3.150 người của phường Thủy Hà.

Phường Thủy Nguyên có diện tích tự nhiên là 45,34 km2 (đạt 824,36% so với quy định), quy mô dân số là 71.731 người (đạt 159,40% so với quy định). 
Về tên gọi, phường Thủy Nguyên kế thừa tên gọi của thành phố Thủy Nguyên trước kia.